# Eqaluk 56
Eqaluk 56 est un club de football groenlandais, basé à Ikerasak.

## Histoire et description
Fondé en 1956, le club joue dans la commune d'Ikerasak, village de 280 habitants. Il appartient à l'ensemble des équipes du Groenland du Nord. 

## Identité du club

Logo du Eqaluk 56

## Palmarès
Néant